# 시사주간
《시사주간》(時事週刊)은 2010년 9월 17일 대한민국 서울에서 창간된 대표적 시사매체로 정치, 경제, 사회, 문화 등의 정보와 칼럼, 분석 기사를 담고 있는 인터넷 매체이자 타블로이드판 종이신문이다. 장애인의 현실과 삶을 전하는 '웰페어 투게더', 미국의 소식을 전하는 '워싱턴 에디터 리포트' 등 코너가 있으며 시사 이슈를 분석하는 칼럼과 기사를 위주로 하고 있다.
자매지로 이코노믹포스트, 소비자고발뉴스가 있다.